# Joseph Roswell Hawley
Joseph Roswell Hawley, född 31 oktober 1826, död 17 mars 1905, var en amerikansk politiker, general och journalist. Han företrädde Republikanerna och dessförinnan det kortlivade Free Soil-partiet. Han var general under amerikanska inbördeskriget, guvernör i Connecticut och ledamot av USA:s representanthus och USA:s senat.

## Uppväxt, utbildning och inledande karriär
Joseph R. Hawley var ättling i rakt nedstigande led från kapten Joseph Hawley, den förste med detta namn som kom till Amerika, 1629 eller 1630, och bosatte sig i Connecticut. Han föddes i Stewartsville, nära Laurinburg i North Carolina, där hans far, som kom från Connecticut, var pastor i en baptistkyrka. Hans far återvände till Connecticut 1837. Joseph R. Hawley tog examen från Hamilton College i Clinton i delstaten New York 1847. Han antogs till advokatsamfundet 1850 och praktiserade juridik i Hartford i Connecticut i sex år.
Som övertygad motståndare till slaveriet, engagerade sig Hawley i Free Soil-partiet och var delegat till dess nationella konvent som nominerade John Parker Hale till presidentvalet 1852. Han tjänstgjorde sedan som ordförande för partiets kommitté i Connecticut och redaktör för partiets tidning Charter Oak. Fyra år senare, 1856, tog han en ledande roll i formandet av Republikanska partiet i Connecticut och blev 1857 redaktör för Hartford Evening Press, en nyligen grundad Republikansk tidning.

## Inbördeskriget
Hawley tjänstgjorde i USA:s armé med utmärkta vitsord genom hela inbördeskriget. Han befordrades successivt från kapten till tillförordnad generalmajor för frivilligstyrkor. I april 1861 hjälpte han till att rekrytera och organisera ett infanterikompani. Han fick tjänst i första Connecticuts infanteri som kapten, och deltog första gången i strid vid första slaget vid Bull Run i juli, då han lovprisades av sitt befäl, generalen Erasmus D. Keyes.
Sedan assisterade Hawley överste Alfred H. Terry med att mobilisera sjunde Connecticuts infanteri, och utsågs till överstelöjtnant. han deltog vid slaget vid Port Royal i november och förde befäl över styrkor som skulle bemanna två erövrade fort. Han deltog vid en belägring i fyra månader som kulminerade i erövringen av Fort Pulaski i april 1862. Återigen förde han befäl över den styrka som bemannade det erövrade fortet. När Alfred H. Terry befordrades, tog Hawley över befälet över tionde Connecticut-regementet, och ledde det vid slagen vid James Island och Pocotaligo.
Han deltog i Brannans expedition till Florida i januari 1863, och förde befäl vid Ferandina, nära Jacksonville. i april deltog han i ett misslyckat försök att inta Charleston, South Carolina. Under sommaren förde han befäl över en brigad på Morris Island under belägringen av Charleston, och var involverad i anfallen mot Fort Wagner i september. Under hösten såg han till att anskaffa så många Spencergevär med bakladdning att hela hans regemente kunde utrustas med dessa snabbskjutande vapen.
Följande år förde Hawley befäl över en brigad under general Truman Seymour vid slaget vid Olustee i Florida. Han och hans män förflyttades sedan till fronten i Virginia. Han deltog i slagen vid Drewry's Bluff, Deep Run, Derbytown Road med flera händelser. På grund av vakanser skapade av förluster på slagfältet och förflyttningar, förde Hawley befäl över en division under belägringen av Petersburg, och befordrades i september 1864 till brigadgeneral för frivilligstyrkor. Han förde befäl över en styrka med handplockade soldater som skickades till New York i november för att upprätthålla ordningen vid de allmänna valen.
I januari 1865 efterträdde Hawley sin mentor Alfred Terry som divisionschef när Terry skickades för att föra befäl över styrkor som skulle angripa Fort Fisher. Hawley återförenades senare med Terry i North Carolina som stabschef. Sedan Wilmington, erövrats tog Hawley befälet över styrkorna i sydöstra North Carolina. I juni, när de konfedererade arméerna hade kapitulerat, återförenades Hawley med Terry igen och var stabschef för Department of Virginia, en del av Virginia och delar av North Carolina och South Carolina ockuperade av unionsstyrkorna. Han tjänstgjorde där till oktober, och återvände sedan hem till Connecticut. Han fick förordnande som tillförordnad generalmajor i september 1865 och avmönstrade från armén den 15 januari 1866.

## Guvernör
Efter kriget valdes Hawley till guvernör i Connecticut i april 1866 och efterträdde William A. Buckingham den 2 maj 1866, Han blev inte omvald 1867 och efterträddes av Demokraten James E. English.

## Redaktör
Ett par månader efter att han avgick som guvernör köpte han tidningen Hartford Courant. Under hans redaktörskap blev detta den mest inflytelserika tidningen i Connecticut och en av de ledande Republikanska tidningarna i USA.
Hawley var ordförande för Republikanska nationella konventet 1868 och var delegat till konventen 1872, 1876 och 1880. Han representerade Connecticut i USA:s representanthus från december 1872 till mars 1875, och återigen från 1879 till 1881, de mellanliggande valen förlorade han. Från 1873 till 1876 var han ordförande för United States Centennial Commission, som planerade och genomförde 1876 års Centennial Exhibition i Philadelphia. Han var även trustee för Hamilton College och fick en juris doktorstitel därifrån 1875 (och ytterligare en från Yale 1888).

## Senator
Hawley var ledamot av USA:s senat från 1881 till den 3 mars 1905, där han var en av Republikanernas ledare för både representanthuset och senaten. Han var ordförande för utskottet för offentliga anställningar och kämpade hårt för reformer på området. Han ledde också en särskild kommitté för att utreda produktionen av militärmateriel och örlogsfartyg.
Han avled i Washington, D.C., två veckor efter att han hade slutat som senator.